# 가중 사영 공간
대수기하학에서 가중 사영 공간(加重射影空間, 영어: weighted projective space)은 사영 공간의 개념의 일반화이다. 보통 사영 공간에서 동차 좌표의 무게가 모두 같은 데 반하여, 가중 사영 공간에서는 각 동차 좌표가 서로 다른 무게를 가질 수 있다.

## 정의
다음이 주어졌다고 하자.
- 가환환 {\displaystyle K}
- 양의 정수 {\displaystyle a_{0},a_{1},\dotsc ,a_{n}\in \mathbb {Z} ^{+}}

그렇다면, 등급환인 가환환
{\displaystyle A=K[x_{0},x_{1},\dotsc ,x_{n}]}
{\displaystyle \deg x_{i}=a_{i}}
을 정의할 수 있다. 그 사영 스펙트럼
{\displaystyle \operatorname {Proj} A=\mathbb {P} _{K}(a_{0},a_{1},\dotsc ,a_{n})}
을 무게 {\displaystyle (a_{0},a_{1},\dotsc ,a_{n})}의 가중 사영 공간이라고 한다. 물론, 이는 정수 계수 가중 사영 공간과 {\displaystyle K}의 곱이다.
{\displaystyle \mathbb {P} _{K}(a_{0},a_{1},\dotsc ,a_{n})=\mathbb {P} _{\mathbb {Z} }(a_{0},a_{1},\dotsc ,a_{n})\times K}
즉, 만약 {\displaystyle K}가 체일 때, {\displaystyle K^{\times }}는 {\displaystyle \operatorname {Spec} K[x_{0},\dotsc ,x_{n}]\setminus \operatorname {Spec} K[x_{0},\dotsc ,x_{n}]/(x_{0},\dotsc ,x_{n})}에 고정점 없이 다음과 같이 작용한다.
{\displaystyle \lambda \cdot x_{i}=\lambda ^{a_{i}}x_{i}}
따라서, 이는 다음과 같은 몫으로 표현된다.
{\displaystyle \mathbb {P} _{K}(a_{0},\dotsc ,a_{n})={\frac {\operatorname {Spec} K[x_{0},\dotsc ,x_{n}]\setminus \operatorname {Spec} K[x_{0},\dotsc ,x_{n}]/(x_{0},\dotsc ,x_{n})}{\mathbb {G} _{\mathrm {m} }^{K}}}}
그 닫힌점들의 집합은 다음과 같다.
{\displaystyle {\frac {\{(x_{0},x_{1},\dotsc ,x_{n})\in K^{n+1}\}\setminus \{(0,\dotsc ,0)\}}{(x_{0},\dotsc ,x_{n})\sim (\lambda ^{a_{0}}x_{0},\dotsc ,\lambda ^{a_{0}}x_{n})\qquad \forall \lambda \in K^{\times }}}}

## 분류
{\displaystyle K}가 대수적으로 닫힌 체라고 하자.
임의의 양의 정수 {\displaystyle b\in \mathbb {Z} ^{+}} 및 {\displaystyle i\in \{0,1,\dotsc ,n\}}에 대하여, 다음과 같은 스킴 동형 사상이 존재한다.
{\displaystyle \mathbb {P} (a_{0},a_{1},\dotsc ,a_{n})\cong \mathbb {P} (da_{0},da_{1},\dotsc ,da_{i-1},a_{i},da_{i+1},\dotsc ,da_{n})\cong \mathbb {P} (da_{0},da_{1},\dotsc ,da_{i},\dotsc ,da_{n})}
무게 {\displaystyle (a_{0},a_{1},\dotsc ,a_{n})} 가운데, 다음 조건을 만족시키는 것을 잘 만들어진 무게(영어: well formed weights)라고 하자.
임의의 {\displaystyle n}개의 성분들의 최대공약수는 1이다. 즉, 임의의 {\displaystyle i\in \{0,1,\dotsc ,n\}}에 대하여, {\displaystyle \gcd\{a_{0},\dotsc ,{\widehat {a_{i}}},\dotsc ,a_{n}\}=1}. (여기서 {\displaystyle {\widehat {a_{i}}}}는 {\displaystyle a_{i}}를 생략하라는 뜻이다.)
따라서, 대수적으로 닫힌 체 위에서, 모든 가중 사영 공간은 잘 만들어진 무게의 가중 사영 공간과 동형이다.

## 성질
정의에 따라, 가중 사영 공간은 원환 다양체이다. 대수적으로 닫힌 체 {\displaystyle K} 위의 가중 사영 공간은 {\displaystyle K} 위의 사영 대수다양체를 이룬다.:Theorem 4.3.9

### 아핀 덮개
가환환 {\displaystyle K}에 대하여, 가중 사영 공간 {\displaystyle \mathbb {P} _{K}(a_{0},\dotsc ,a_{i})}는 다음과 같이 {\displaystyle n+1}개의 아핀 스킴으로 구성된 열린 덮개를 갖는다. 각 {\displaystyle i\in \{0,\dotsc ,n\}}에 대하여, {\displaystyle x_{i}}로 정의되는 열린집합
{\displaystyle U_{i}=\{{\mathfrak {p}}\in \mathbb {P} _{K}(a_{0},\dotsc ,a_{n})\colon (x_{i})\not \subseteq {\mathfrak {p}}\}}
은 아핀 스킴이다.
특히, {\displaystyle K}가 대수적으로 닫힌 체라고 하자. 그렇다면, {\displaystyle U_{i}}에 대응되는 가환환은 다음과 같다.
{\displaystyle A_{i}=K[x_{0},\dotsc ,{\hat {x}}_{i},\dotsc ,x_{n}]/\mu _{a_{i}}}
여기서 {\displaystyle \mu _{a_{i}}=\{\lambda \in K^{\times }\colon \lambda ^{a_{i}}=1\}}는 1의 거듭제곱근으로 구성된 순환군이며, 그 작용은
{\displaystyle \lambda \cdot x_{j}=\lambda ^{a_{j}}x_{j}}
이다. 구체적으로, 이 작용은 고정점을 갖지 않으므로, 이 몫은 기하 불변량 이론 몫(영어: GIT quotient)
{\displaystyle A_{i}=\operatorname {Spec} \left(K[x_{0},\dotsc ,{\hat {x}}_{i},\dotsc ,x_{n}]^{\mu _{a_{i}}}\right)}
이다. 여기서 {\displaystyle R^{G}}는 {\displaystyle G}의 작용에 불변인 {\displaystyle R}의 원소들의 부분환이다.
이 경우, 만약 {\displaystyle (a_{0},\dotsc ,{\hat {a}}_{i},\dotsc ,a_{n})\neq (1,\dotsc ,1)}인 경우, 이는 원점 {\displaystyle (x_{0},\dotsc ,{\hat {x}}_{i},\dotsc ,x_{n})=(0,\dotsc ,0)}에서 특이점을 갖는다.

## 예
만약 모든 무게들이 1이라면, 무게 사영 공간은 (일반) 사영 공간과 같다.
{\displaystyle \mathbb {P} _{K}(\underbrace {1,1,\dotsc ,1} _{n+1})=\mathbb {P} _{K}^{n}}
0차원 가중 사영 공간은 모두 0차원 사영 공간과 스킴으로서 동형이다.
{\displaystyle \mathbb {P} _{K}(n)\cong \mathbb {P} _{K}^{0}=\operatorname {Spec} K}
1차원 가중 사영 공간은 모두 1차원 사영 공간과 스킴으로서 동형이다.
{\displaystyle \mathbb {P} _{K}(m,n)\cong \mathbb {P} _{K}(m,1)\cong \mathbb {P} _{K}(1,1)=\mathbb {P} _{K}^{2}}

### ℙ(1,1,n)
2차원에서는 사영 공간과 동형이 아닌 가중 사영 공간이 존재한다. 그 가운데 가장 간단한 것은 {\displaystyle \mathbb {P} _{K}(1,1,n)}이다. 이는 닫힌 몰입
{\displaystyle \mathbb {P} _{K}(1,1,n)\to \mathbb {P} _{K}^{n+1}}
{\displaystyle [x:y:z]\mapsto [x^{n}:x^{n-1}y:y^{n-2}y^{2}:\dotsb :x^{k}y^{n-k}:\dotsb :y^{n}:z]}
을 가지며, 이는 사영 대수다양체
{\displaystyle \mathbb {P} _{K}(1,1,n)\cong \operatorname {Proj} {\frac {K[X_{0},X_{1},\dotsc ,X_{n},Y]}{(\{X_{i-1}X_{j}-X_{i}X_{j-1}\colon i,j\in \{0,1,\dotsc ,n-1\}\})}}}
를 이룬다. 이는 좌표 {\displaystyle Y}에 의존하지 않으므로, 유리 곡선 {\displaystyle \operatorname {Proj} K[X_{0},\dotsc ,X_{n}]/(\{X_{i-1}X_{j}-X_{i}X_{j-1}\colon i,j\in \{0,1,\dotsc ,n-1\}\})} 위의 뿔을 이루며, 뿔의 꼭짓점은 {\displaystyle [0:0:\dotsb :0:1]}이다.
예를 들어, {\displaystyle n=2}인 경우
{\displaystyle \mathbb {P} _{K}(1,1,2)\to \mathbb {P} _{K}^{3}}
{\displaystyle [x:y:z]\mapsto [x^{2}:xy:y^{2}:z]}
이며, 이는 다음과 같은 사영 대수다양체와 동형이다.
{\displaystyle \mathbb {P} _{K}(1,1,2)\cong \operatorname {Proj} {\frac {K[X,Y,Z,W]}{(XZ-Y^{2})}}}
이는 3차원 사영 공간 속의 이차 초곡면이다.

### ℙ(1,2,3,…)
가환환 {\displaystyle K}에 대하여, 사영 공간 {\displaystyle \mathbb {P} _{K}^{n}=\operatorname {Proj} K[x_{0},x_{1},\dotsc ,x_{n}]}를 생각하자. 그 위에는 대칭군 {\displaystyle \operatorname {Sym} (n+1)}이 좌표 {\displaystyle (x_{0},\dotsc ,x_{n})}에 대한 순열로 작용한다. 이에 대한 기하 불변량 이론 몫
{\displaystyle \mathbb {P} _{K}^{n}/\operatorname {Sym} (n+1)=\operatorname {Proj} (K[x_{0},\dotsc ,x_{n}]^{\operatorname {Sym} (n+1)})}
을 생각하자. 이 경우, {\displaystyle K[x_{0},\dotsc ,x_{n}]^{\operatorname {Sym} (n+1)}}은 다음과 같은 기초 대칭 함수로 생성된다.
{\displaystyle X_{1}=x_{0}+x_{1}+\dotsb +x_{n}}
{\displaystyle X_{2}=x_{0}x_{1}+x_{0}x_{2}+\dotsb +x_{i}x_{j}+\dotsb +x_{n-1}x_{n}}
{\displaystyle \vdots }
{\displaystyle X_{n+1}=x_{0}x_{1}\dotsm x_{n}}
{\displaystyle \deg X_{i}=i\qquad (i\in \{1,\dotsc ,n+1\})}
따라서 이는 가중 사영 공간
{\displaystyle \mathbb {P} _{K}^{n}/\operatorname {Sym} (n+1)=\operatorname {Proj} (K[x_{0},\dotsc ,x_{n}]^{\operatorname {Sym} (n+1)})=\mathbb {P} _{K}(1,2,\dotsc ,n,n+1)}
을 이룬다.

## 역사
이 개념은 이미 1975년에 샤를 들로름(프랑스어: Charles Delorme)이 ‘비등방 사영 공간’(프랑스어: espace projectif anisotrope)이라는 이름으로 연구하였다.

## 참고 문헌
1. ↑  Dolgachev, Igor (1982). 〈Weighted projective varieties〉 (PDF).   Carrell, J.B. 《Group actions and vector fields. Proceedings of a Polish-North American Seminar Held at the University of British Columbia, January 15 - February 15, 1981》. Lecture Notes in Mathematics (영어) 956. Springer-Verlag. 34–71쪽. doi:10.1007/BFb0101508. ISBN 978-3-540-11946-3. MR 0704986.
2. 1 2  Hosgood, Timothy (2016). “An introduction to varieties in weighted projective space” (영어). arXiv:1604.02441. Bibcode:2016arXiv160402441H.
3. ↑  Delorme, Charles (1975). “Espaces projectifs anisotropes”. 《Bulletin de la Société Mathématique de France》 (프랑스어) 103: 203–223. doi:10.24033/bsmf.1802. MR 404277. Zbl 0314.14016.